# Serpuchovskaja
Serpuchovskaya (in russo Серпуховская?) è una stazione della Metropolitana di Mosca, situata sulla Linea Serpuchovsko-Timirjazevskaja. Fu inaugurata l'8 novembre 1983 e si trova a 43 metri sotto il livello del suolo. Prende il nome dalla strada presso la quale fu costruita, che a sua volta prende il nome dalla città storica di Serpuchov.
La stazione presenta volta grigie e bianche; lo spazio è diviso in tre spazi, con due banchine e un corridoio centrale; quest'ultimo presenta strisce di marmo bianco. Le cime delle colonne che sostengono il soffitto sono ricoperte in marmo, in modo da sembrare pietra e mattone. Serpuchovskaja è stata disegnata da L.A. Novikova e T.B. Taborovskaja. Le superfici luminose causano la riflessione della luce.

## Interscambi
Da Serpuchovskaja è possibile effettuare il trasbordo a Dobryninskaja, sulla Linea Kol'cevaja (la linea circolare).